# Jean-Joseph Ansiaux

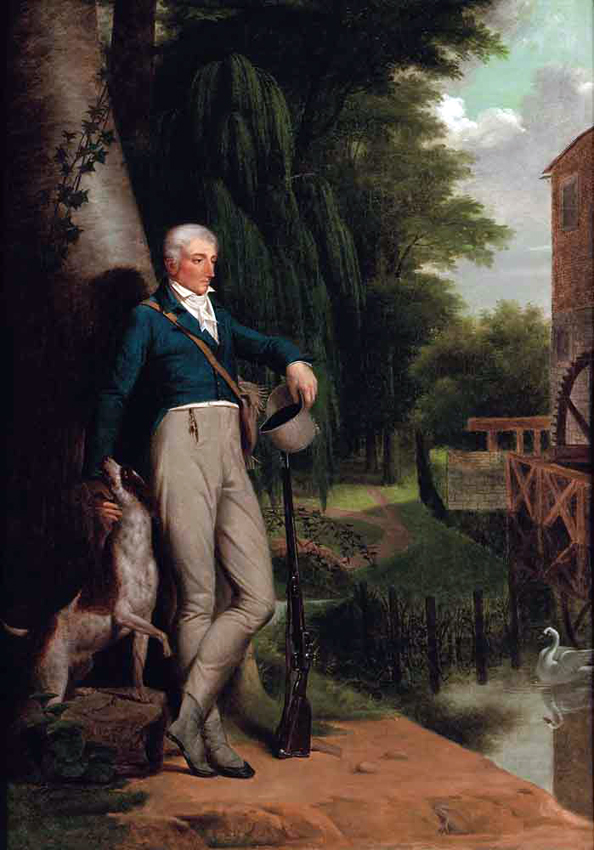
Jean-Joseph Ansiaux: Portret van Michel-Laurent de Selys Longchamps

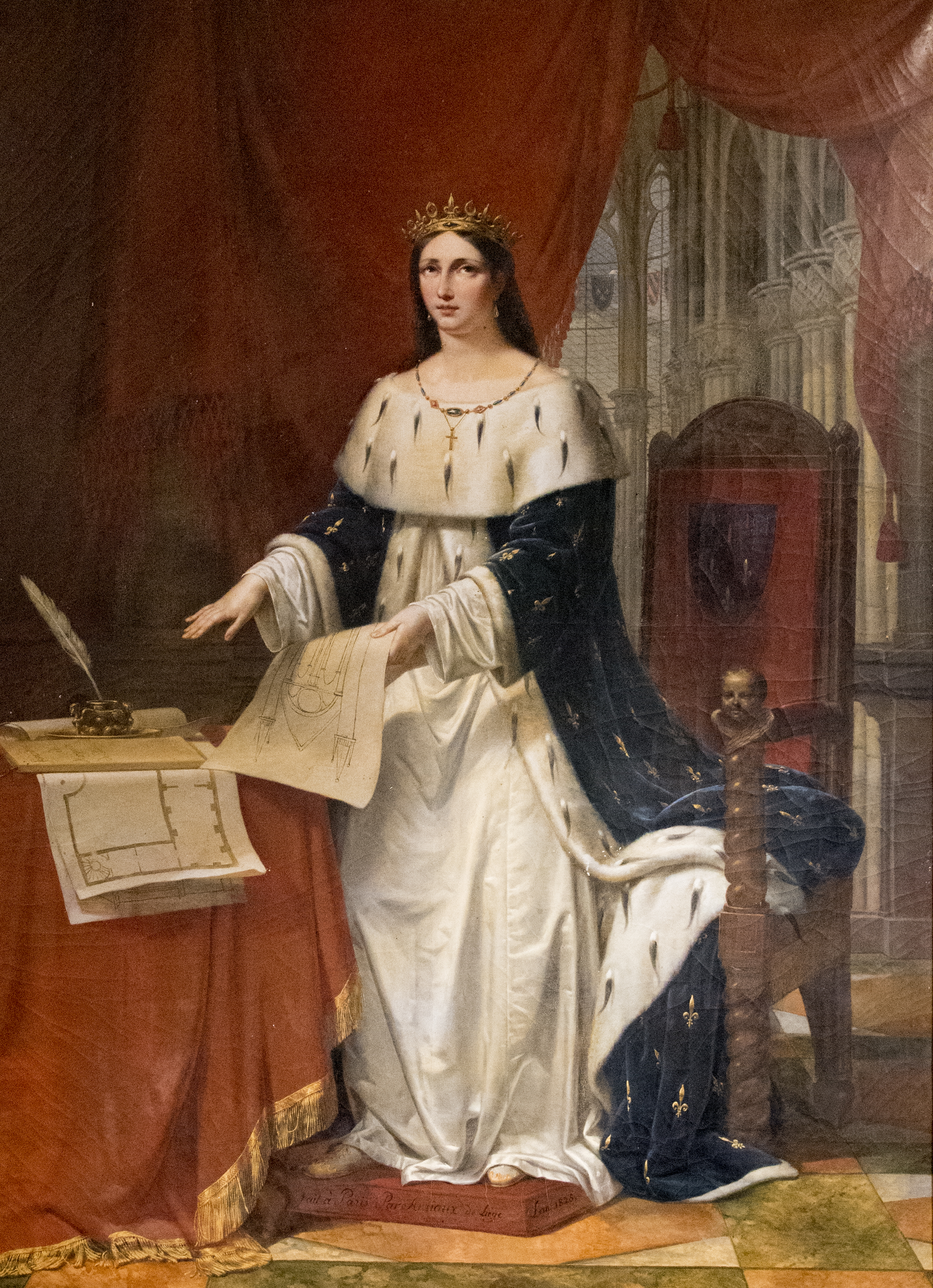
Margaretha van Bourgondië-Tonnerre in het Hôtel-Dieu de Tonnerre

Jean Joseph Éléonore Antoine Ansiaux (Luik, 1764 - Parijs, 20 oktober 1840) was een Frans kunstschilder afkomstig uit de Zuidelijke Nederlanden. Hij verbleef in de Franse hoofdstad en schilderde vooral historische schilderijen en portretten.

## Levensloop
Ansiaux werd geboren in een advocatenfamilie was voorbestemd om de familietraditie verder te zetten. Zijn voorliefde voor de tekenkunst zorgde ervoor dat zijn ouders hem inschreven aan de pas opgerichte Académie royale des beaux-arts van Luik. In 1782 kreeg hij uit handen van prins-bisschop Franciscus Karel de Velbrück, de oprichter van de Luikse kunstacademie, de gouden medaille. Daarna trok hij eerst naar Antwerpen en daarna naar Parijs waar hij een leerling was van François-André Vincent die hem als een van zijn beste studenten beschouwde.
Ansiaux nam in Parijs deel aan verscheidene wedstrijden waarvan hij er verscheidene won. Hij schilderde vooral portretten van ministers, generaals en andere belangrijke personen uit het tijdperk van het Eerste Franse Keizerrijk. Daarnaast vervaardigde hij ook historiestukken met mythologische en religieuze taferelen. Zijn neef Hyacinthe Hauzeur kwam, waarschijnlijk vóór 1836, bij hem in Parijs om de schilderkunst te leren.
Ansiaux bleef nauwe contacten onderhouden met zijn geboortestad Luik waar tegenwoordig nog verscheidene van zijn werken te bezichtigen zijn. In 1833 werd hij verheven tot Ridder in het Franse Legioen van Eer. Hij stierf in 1840 in Parijs op 76-jarige leeftijd en ligt er begraven op de Cimetière du Père-Lachaise.

## Werken (selectie)
- 1795: Évocation de la Paix, Musée de l'Art Wallon, Luik.
- 1796: Portrait d'un cavalier, Museum van Fécamp.
- 1804: Portrait du général Jean-Baptiste Kléber, Museum van het kasteel van Versailles.
- 1809: Portrait du baron Michel-Laurent de Selys Longchamps, Kunstcollectie van de universiteit van Luik.
- 1809: Portrait de la baronne de Selys-Longchamps, née Marie-Denise Gandolphe, Kunstcollectie van de universiteit van Luik.
- 1810: Emmanuel Crétet, comte de Champmol, Museum voor Schone Kunsten in Dijon.
- 1812: L'Assomption de la Vierge, Sint-Pauluskathedraal van Luik.
- 1813: La Conversion de saint Paul, Sint-Pauluskathedraal van Luik.
- 1814: La Résurrection du Christ, Sint-Pauluskathedraal van Luik.
- 1816: Renaud et Armide, Museum voor Schone Kunsten in Lyon.
- 1817: Louis XIII remet à Poussin le brevet de Premier Peintre du Roi, Museum voor Schone Kunsten in Bordeaux.
- 1819: Le Retour de l'Enfant prodigue, stadhuis van Luik.
- 1820: Jésus-Christ bénissant les enfants, Museum van het kasteel van Versailles.
- 1820: Moïse sauvé des eaux, Museum van het kasteel van Versailles.
- 1822: Saint Jean devant Hérode, Museum voor Schone Kunsten in Rijsel.
- 1824: La Flagellation, kathedraal van Metz.
- 1827: L'Élévation de la Croix, kathedraal van Angers.
- 1834: Guy André Pierre, duc de Montmorency-Laval, maréchal de France, École Militaire in Parijs
- 1839: Saint Vincent de Paul soignant les pestiférés, Museum voor Schone Kunsten in Nantes.